# Pierres du Four gaulois et du Réservoir
Les pierres du Four gaulois et du Réservoir sont deux mégalithes situés à Marcilly-le-Hayer, en France.

## Localisation
Les mégalithes sont situés sur la commune de Marcilly-le-Hayer, dans le département français de l'Aube.

## Historique
Les mégalithes sont classés au titre des monuments historiques en 1959.